# Второй Всеукраинский съезд Советов
Второй Всеукраинский съезд Советов (укр. II всеукраїнський з'їзд рад) —  высший орган власти Украинской Народной Республики Советов рабочих, крестьянских, солдатских и казачьих депутатов. На съезде избран исполнительный комитет, который съезд наделил полномочиями осуществлять законодательные, распорядительные и контролирующие функции в периоды между съездами советов.

## История
17 — 19 марта 1918 года в г. Екатеринославе проходил 2-й Всеукраинский съезд Советов.
Съезд организовал и провёл Центральный исполнительный комитет Украинской Народной Республики Советов рабочих, крестьянских, солдатских и казачьих депутатов (коротко — Украинской Народной Республики Советов (прим. — советской УНРС, автономной в составе Российской Советской Республики)) — председатель ЦИК УНРС Медведев, Ефим Григорьевич (в должности 15(28).12.1917 — 17.3.1918).
С основным докладом «О текущем и политическом моменте» на съезде выступил председатель Народного секретариата (с 4.03.1918) Н. А. Скрипник.
Большевики не имели преимущества на съезде: вначале они составляли вторую по численности фракцию — 401 делегат против 414 левых социалистов-революционеров. Однако, опираясь на левые элементы из других партий (левые украинские социал-демократы, максималисты), они добились проведения своих решений. Большинство делегатов Съезда поддержали заключённый большевистским правительством Брестский мир. Съезд объявил Украинскую республику самостоятельной советской республикой и заявил, что взаимоотношения республик остаются прежними — таким образом ликвидировалась автономия Украинской народной республики советов рабочих, крестьянских, солдатских и казачьих депутатов в составе Российской советской республики. Украинская советская республика входила в состав Российской советской республики, которая провозглашалась как федерация советских национальных республик.
Съезд объединил все советские образования и силы на территории Украины в единую Украинскую Советскую Республику (в то время в документах встречалось название Украинская Советская Федеративная Республика) со столицей в Харькове.
Утверждены: Всеукраинский Центральный Исполнительный Комитет украинских Советов, революционное правительство — Народный секретариат.
Для информации о решении съезда, а также для достижения договорённости о форме взаимоотношений между РСФР и Украинской Советской Республикой было решено в конце марта направить на переговоры с Советом Народных Комиссаров РСФР в г. Москву (правительство России там находилось с 12.03.1918) чрезвычайное полномочное посольство ЦИК Советов Украины и Народного секретариата. Чрезвычайное полномочное посольство возглавил глава Народного секретариата и народный секретарь иностранных дел Н. Скрипник.
17 марта съезд прекратил полномочия Центрального исполнительного комитета и его председателя Е. Г. Медведева.
Съезд утвердил решение конференции представителей Советов в г. Полтаве от 4 марта, избравшей Скрипника Н. А. председателем Народного секретариата и народным секретарём иностранных дел.
Съезд принял резолюцию «Об организации военной силы», обязав делегатов развернуть в каждом городе и селе работу по созданию вооружённых сил Украинской Советской Республики для борьбы против внешних и внутренних врагов. см. Революция и Гражданская война на Украине
В соответствии с принятой резолюцией красногвардейские отряды, отряды бывшей Русской армии, воинские части и отряды советских республик требовалось свести в пять армий численностью по 3-3,5 тысячи человек: 1-ю армию УСР, 2-ю армию УСР, 3-ю армию УСР, 4-я армию УСР, 5-ю армию УСР. По сути, эти армии представляли собой бригады с ограниченными возможностями, но они были призваны стать организованной боеспособной силой, способной задержать продвижение оккупационных войск Германии и Австро-Венгрии, защитить советские органы власти, дать возможность провести эвакуацию государственных ценностей, хлеба, угля, военного имущества. Выполнять эту задачу должен был Народный секретариат по военным делам Украины (находился в Екатеринославе), Народный секретарь по военным делам и Верховный главнокомандующий войсками Украинской Советской Республики В. А. Антонов-Овсеенко.

## Последующая история
25 марта 1918 года председателем Всеукраинского Центрального Исполнительного Комитета избран Затонский, Владимир Петрович (25.3 - 18.4.1918)
В марте Народный секретариат находился в г. Екатеринославе, в апреле в г. Таганроге.
К апрелю 1918 года в связи с оккупацией австрийско-немецкими войсками всей территории губерний Украинская Народная Республика Советов перестала существовать.
В апреле 1918 года в Таганроге на базе Центрального исполнительного комитета Советов Украины и Народного секретариата было создано Бюро по руководству повстанческой борьбой на оккупированной территории Украины.
В июле 1918 года по решению I съезда КП (б) Украины, который проходил в Москве, был сформирован Всеукраинский центральный военно-революционный комитет, который заменил Бюро по руководству повстанческой борьбой на оккупированной территории Украины.